# Naczelna Izba Lekarska
Naczelna Izba Lekarska, NIL – samorząd lekarski zrzeszający i reprezentujący lekarzy i lekarzy dentystów (daw. lekarzy stomatologów). Zajmuje się nadzorem nad należytym wykonaniem zawodów lekarza. Działa ona w Polsce od roku 1921.
Obecnie obowiązująca ustawa regulująca jej działanie, to ustawa z 2 grudnia 2009 roku o izbach lekarskich (Dz.U. z 2021 r. poz. 1342)
(zastąpiła ona ustawę z 17 maja 1989 roku o izbach lekarskich). W latach 2018–2022 prezesem Naczelnej Rady Lekarskiej był Andrzej Matyja. Od 2022 prezesem jest Łukasz Jankowski.
Głównymi zadaniami izb lekarskich są:
- ustanawianie obowiązujących lekarzy i lekarzy dentystów zasad etyki i deontologii zawodowej oraz dbanie o ich przestrzeganie;
- współdziałanie w sprawach doskonalenia zawodowego lekarzy i lekarzy dentystów;
- sprawowanie pieczy nad sumiennym i zgodnym z aktualną wiedzą medyczną wykonywaniem zawodów lekarza i lekarza dentysty;
- prowadzenie postępowań w przedmiocie odpowiedzialności zawodowej lekarzy poprzez dwa organy – Rzecznika Odpowiedzialności Zawodowej i Sąd Lekarski;
- przyznawanie prawa wykonywania zawodu lekarza i lekarza dentysty i prowadzenie ich rejestrów;
- reprezentowanie interesów lekarzy i lekarzy dentystów (także dotyczących warunków pracy i wynagrodzeń);
- zajmowanie stanowiska w sprawach stanu zdrowotności społeczeństwa, polityki zdrowotnej państwa oraz organizacji ochrony zdrowia w celu budowania bezpiecznego dla pacjentów i przyjaznego dla pracowników systemu ochrony zdrowia.

## Historia[4]
Pierwsza polska organizacja samorządowa lekarzy – Collegium Medicorum Gedanensis – powstała na początku XVII w. w Gdańsku. Powołali ją lekarze w celu ograniczenia działalności znachorów i szarlatanów. Ówczesny król polski Władysław IV w 1636 roku odpowiednim aktem prawnym nadał lekarzom szereg uprawnień i przywilejów.
Przed rokiem 1918 polski samorząd lekarski działał na terenie zaboru austriackiego i pruskiego. Po okresie niewoli, w odrodzonej Polsce w 1921 roku ustawą sejmową powołano izby lekarskie. Naczelna Izba lekarska była wówczas znaczącą instytucją opiniodawczą. W roku 1934 znowelizowano ustawę, a w roku 1938 powołano izby lekarsko-dentystyczne.
Okupacja niemiecka, a po niej sowiecka, zdegradowały działalność samorządową kraju.
W 1945 roku wznowiono działalność izb, ale poprzez wprowadzenie zarządców komisarycznych w 1946 roku przez ówczesny resort zdrowia – próba ta powiodła się w ograniczonym stopniu. W roku 1952 korporacje zawodowe przestały istnieć.
Lata osiemdziesiąte przyniosły jednak polityczne zaangażowanie ogromnej części społeczeństwa i związane z tym wielkie nadzieje. Do odradzania się samorządności przyczynili się lekarze i lekarze dentyści z różnych środowisk opozycyjnych, naukowych, politycznych: lekarze i lekarze dentyści ze związku zawodowego „Solidarność”, działacze Polskiego Towarzystwa Lekarskiego, Polskiego Towarzystwa Stomatologicznego, lekarze-posłowie na Sejm RP.
17 maja 1989 roku uchwalono ustawę o izbach lekarskich i reaktywowano samorząd lekarski.
W Zeszytach Niezależnej Myśli Lekarskiej z tegoż roku napisano: „Sejm zatwierdził ustawę o Izbach Lekarskich. […] Nie udało się do niej wprowadzić wielu zamierzonych przez nas poprawek, lecz w zasadniczych zarysach należy uznać ją za zadowalającą. Co najważniejsze – zapewnia Izbom dużą autonomię i niezależność od czynników politycznych i administracyjnych […].”
W roku 2009 ustawę z 1989 roku zastąpiono nową, w znacznej mierze przygotowaną przez samorząd lekarski.

## Organizacja samorządu zawodowego lekarzy i lekarzy dentystów w Polsce

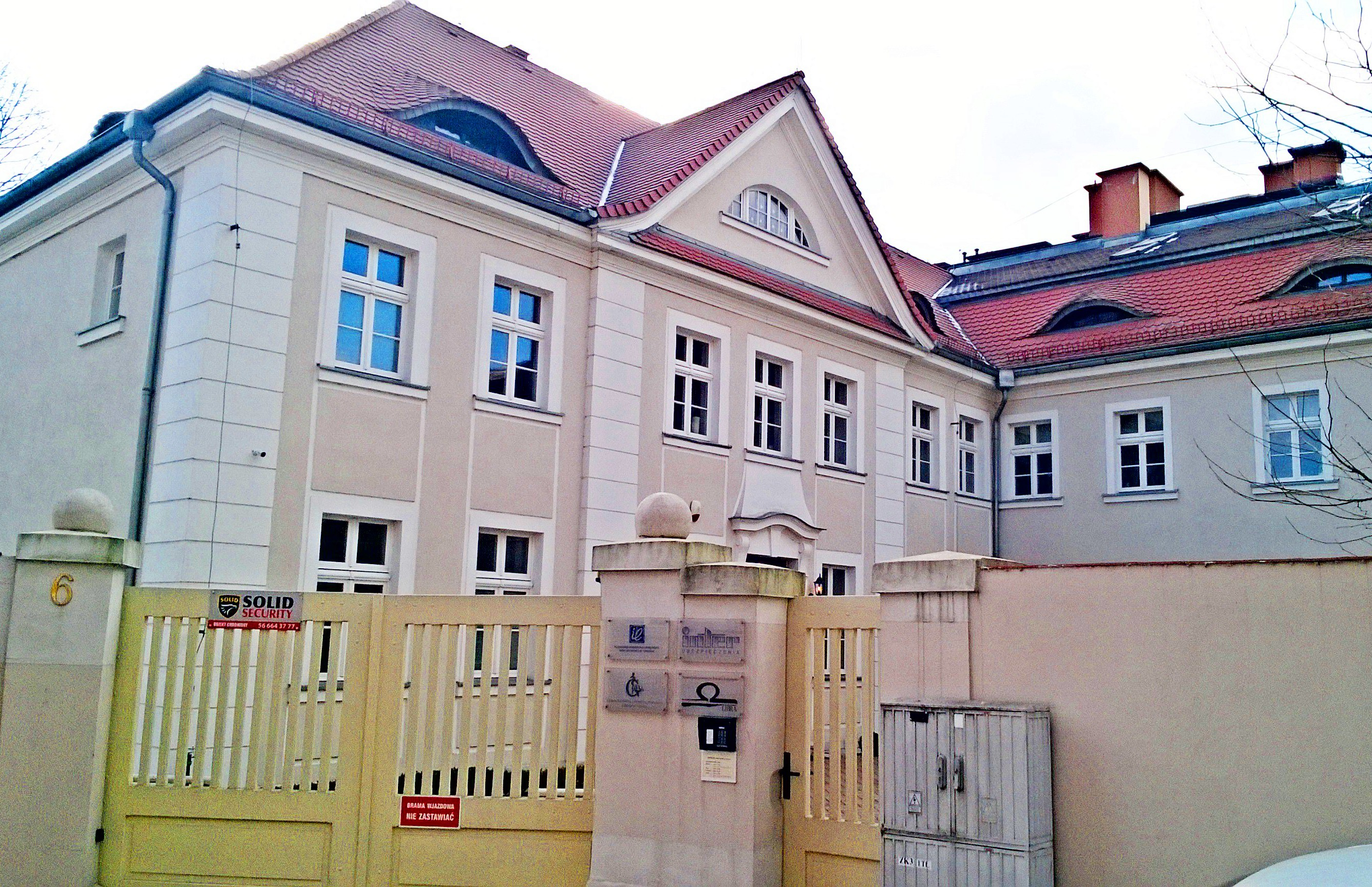
Siedziba Kujawsko-Pomorskiej Okręgowej Izby Lekarskiej w Toruniu

Jednostkami lekarskiego samorządu zawodowego są Naczelna Izba Lekarska oraz okręgowe izby lekarskie. Każdy lekarz i lekarz dentysta, który ma prawo wykonywania zawodu w Polsce, jest członkiem okręgowej izby z mocy ustawy.
Obecnie funkcjonują 23 izby okręgowe oraz Wojskowa Izba Lekarska w Warszawie, która ma status prawny izby okręgowej, ale działa na terenie całego kraju.
Najwięcej lekarzy i lekarzy dentystów wykonujących zawód zarejestrowanych jest w Okręgowej Izbie Lekarskiej w Warszawie – ponad 28 tysięcy, a najmniej w Okręgowej Izbie Lekarskiej w Gorzowie Wielkopolskim – ponad tysiąc.
Naczelna Izba Lekarska oraz izby okręgowe mają osobowość prawną i są niezależnymi jednostkami samorządu lekarskiego, które podlegają jedynie przepisom prawa.
Naczelna Izba Lekarska reprezentuje samorząd lekarzy i lekarzy dentystów na szczeblu państwowym, a rady okręgowe na szczeblu władz regionalnych.
Najwyższym organem Naczelnej Izby Lekarskiej jest Krajowy Zjazd Lekarzy, natomiast okręgowych izb lekarskich – okręgowe izby lekarzy. W okresie między krajowymi zjazdami lekarzy działalnością Naczelnej Izby Lekarskiej kieruje Naczelna Rada Lekarska, a w okręgowych izbach lekarskich – okręgowe rady lekarskie.
Delegaci na okręgowe zjazdy lekarzy wybierani są w rejonach wyborczych, do których należą wszyscy polscy lekarze i lekarze dentyści. Zjazdy okręgowe wybierają prezesa i członków okręgowej rady lekarskiej, okręgowych rzeczników odpowiedzialności zawodowej, członków sądów lekarskich oraz delegatów na Krajowy Zjazd Lekarzy.
Podczas Krajowego Zjazdu Lekarzy wybierany jest Prezes Naczelnej Rady Lekarskiej, członkowie Naczelnej Rady Lekarskiej, Naczelny Rzecznik Odpowiedzialności Zawodowej i jego zastępcy, członkowie Naczelnego Sądu Lekarskiego, Naczelnej Komisji Rewizyjnej i Krajowej Komisji Wyborczej.
We wspólnym samorządzie lekarze i lekarze dentyści mają równe prawa. Lekarze dentyści mają swoją reprezentację na wszystkich szczeblach organizacyjnych izb okręgowych, a ich liczba w organach samorządowych izb okręgowych jest proporcjonalna do liczby lekarzy, również w Naczelnej Radzie Lekarskiej. Lekarz dentysta może być wybrany na stanowisko prezesa rady lekarskiej. Co najmniej jeden z wiceprezesów rady lekarskiej i co najmniej jeden z wiceprzewodniczących w innych organach musi być lekarzem dentystą.
Za sprawy związane szczególnie z wykonywaniem zawodu lekarza dentysty oraz z funkcjonowaniem systemu opieki stomatologicznej odpowiadają komisje stomatologiczne okręgowych rad lekarskich oraz Naczelnej Rady Lekarskiej, która także zajmuje się współpracą międzynarodową w dziedzinie stomatologii.
Kadencja organów izb wynosi 4 lata. Obecna kadencja jest ósmą od momentu reaktywacji izb lekarskich w Polsce w 1989 roku.

## Odpowiedzialność zawodowa lekarzy i lekarzy dentystów
Członkowie izb lekarskich, zgodnie z ustawą o izbach lekarskich, podlegają odpowiedzialności zawodowej za naruszenie zasad etyki lekarskiej lub przepisów związanych z wykonywaniem zawodów lekarza i lekarza dentysty.
Postępowanie w przedmiocie odpowiedzialności zawodowej obejmuje czynności sprawdzające i postępowanie wyjaśniające prowadzone przez rzecznika odpowiedzialności zawodowej.
Celem postępowania wyjaśniającego jest ustalenie, czy istnieją wiarygodne przesłanki do stwierdzenia przewinienia zawodowego. Jeśli tak – sprawa jest kierowana do sądu lekarskiego.
Sąd lekarski może orzekać następujące kary: upomnienie, naganę, karę pieniężną, zakaz pełnienia funkcji kierowniczych w placówkach ochrony zdrowia na okres od roku do pięciu lat, ograniczenie zakresu czynności w wykonywaniu zawodu na okres od sześciu miesięcy do dwóch lat, zawieszenie prawa wykonywania zawodu na okres od roku do pięciu lat lub pozbawienie prawa wykonywania zawodu.
Od orzeczenia okręgowego sądu lekarskiego stronom przysługuje odwołanie do Naczelnego Sądu Lekarskiego.
Od prawomocnego orzeczenia sądu lekarskiego kończącego postępowanie w przedmiocie odpowiedzialności zawodowej stronom, ministrowi właściwemu do spraw zdrowia i Prezesowi Naczelnej Rady Lekarskiej przysługuje kasacja do Sądu Najwyższego.

## Mediatorzy
Przy okręgowych izbach lekarskich funkcjonują mediatorzy wybrani spośród członków samorządu, którzy w sprawach odpowiedzialności zawodowej prowadzą postępowanie mediacyjne.

## Rzecznik Odpowiedzialności Zawodowej[8]
W strukturze Naczelnej Izby Lekarskiej funkcjonuje Naczelny Rzecznik Odpowiedzialności Zawodowej i jego zastępcy, w okręgowych izbach lekarskich – okręgowi rzecznicy odpowiedzialności zawodowej i ich zastępcy.
Naczelny Rzecznik Odpowiedzialności Zawodowej m.in. prowadzi postępowanie wyjaśniające, sprawuje nadzór nad działalnością okręgowych rzeczników, sprawuje funkcję oskarżyciela przed sądami lekarskimi, rozstrzyga spory o właściwość międzyokręgowymi rzecznikami. Służy mu prawo do udziału w posiedzeniach Naczelnej Rady Lekarskiej i jej Prezydium z głosem doradczym.

## Sąd Lekarski[9]
W strukturze Naczelnej Izby Lekarskiej funkcjonuje Naczelny Sąd Lekarski, w okręgowych izbach lekarskich – okręgowe sądy lekarskie z ich przewodniczącymi i członkami okręgowego sądu lekarskiego.
Naczelny Sąd Lekarski m.in. rozpatruje sprawy z zakresu odpowiedzialności zawodowej, rozpatruje zażalenia, rozpatruje również protesty przeciwko ważności wyborów w izbach lekarskich. Przewodniczącemu Naczelnego Sądu Lekarskiego przysługuje prawo do udziału w posiedzeniach Naczelnej Rady Lekarskiej i jej Prezydium z głosem doradczym.

## Prezesi Naczelnej Izby
- dr Jan Witalis Bączkiewicz (1923–1929[10])
- dr Witold Chodźko[10] (1929–1934)
- prof. Mieczysław Michałowicz (1934–1939[10])
- ? (1945–1952)
- prof. Tadeusz Chruściel (I kadencja, 1989–1993[10])
- Krzysztof Madej (II, III kadencja, 1993–2001[10])
- Konstanty Radziwiłł (IV, V kadencja[10], 2001–2010)
- dr Maciej Hamankiewicz (VI, VII kadencja[10], 2010–2018[11])
- prof. Andrzej Matyja (VIII kadencja, 2018–2022[2])
- Łukasz Jankowski (IX kadencja, 2022[3]–)

Dodatkowo w 1938 powołano instytucję Naczelnej Izby Lekarsko-Dentystycznej, której prezesem został Julian Łączyński. Samorząd stomatologów uległ likwidacji podczas okupacji niemieckiej, podobnie jak samorząd lekarski.

### Rzecznik Praw Lekarza
Biuro Praw Lekarza powstało w 2010. Rzecznik Praw Lekarza jest powołany do obrony godności zawodu lekarza i obrony zbiorowych interesów lekarzy. Sprawy indywidualne rozpatrują rzecznicy praw lekarza w okręgowych izbach lekarskich. Wyjątkiem jest sytuacja, gdy naruszenie praw indywidualnego lekarza może mieć wpływ na całe środowisko. Rzecznik koordynuje aktywność pełnomocników do spraw zdrowia lekarzy i lekarzy dentystów powołanych przez okręgowe rady lekarskie.
- Rzecznik Praw Lekarza 2010-2013 dr n. med. Krzysztof Kordel
- Rzecznik Praw Lekarza 2014-2017 dr n. med. Zbigniew Brzezin
- Rzecznik Praw Lekarza 2018-2021 dr n. med. Grzegorz Krzyżanowski
- Rzecznik Praw Lekarza 2022-2026 lek. dent. Monika Potocka

## Rejestry
Naczelna Izba Lekarska prowadzi:
- Centralny Rejestr Lekarzy i Lekarzy Dentystów Rzeczypospolitej Polskiej

Centralny Rejestr Lekarzy i Lekarzy Dentystów Rzeczypospolitej Polskiej (CRL) został zbudowany i jest utrzymywany ze składek członków samorządu i nie jest rejestrem państwowym. Samorząd lekarski zdecydował o udostępnieniu Rejestru w internecie dla określonych celów, którymi są możliwości sprawdzenia danych o lekarzu przez zainteresowanego pacjenta oraz sprawdzeniu lekarza przez innego lekarza w celach związanych z procesem leczenia pacjenta. Korzystanie z danych CRL podlega kontroli. Korzystanie z danych CRL do innych celów niż wyżej podane i dozwolone może spowodować zablokowanie dostępu do serwisu. Korzystanie z danych CRL przez podmioty i organizacje odbywa się na podstawie indywidualnej umowy na dostęp do Rejestru i na zasadach odpłatności.
Oferowane są następujące opcje dostępu do danych Centralnego Rejestru Lekarzy RP w celach innych niż podane wyżej:
1. Dostęp do danych Rejestru z określonego adresu IP przez stronę www (bez zabezpieczenia graficznego)
2. Uzyskanie z CRL odpowiedzi (w ruchu automatycznym) dotyczącej poprawności przesłanych danych o lekarzu, lekarzu dentyście
- Rejestr Ukaranych Lekarzy i Lekarzy Dentystów Rzeczypospolitej Polskiej
- Rejestr Podmiotów Prowadzących Kształcenie Podyplomowe
- Centralny Rejestr Felczerów[14]

Na portalu Naczelnej Izby Lekarskiej, podając podstawowe dane lekarza lub lekarza dentysty można sprawdzić, czy prawo wykonywania zawodu jest aktualne.

## Sztandar Naczelnej Izby Lekarskiej
Od 2010 roku Naczelna Izba Lekarska swój Sztandar, na którym widnieje z jednej strony logo NIL, a z drugiej orzeł polski, a przy nim nakaz kodeksowy:
„Salus aegroti suprema lex esto.”
(„Zdrowie chorego najwyższym prawem.”)

## Nagrody Naczelnej Izby Lekarskiej
W 2011 roku wręczono nagrody młodym lekarzom i lekarzom dentystom, którzy zdali najlepiej Lekarski Egzamin Państwowy i Lekarsko-Dentystyczny Egzamin Państwowy.

## Współpraca z zagranicą[16]
Jednym z zadań samorządu lekarskiego jest współpraca z towarzystwami naukowymi, uczelniami, instytucjami i jednostkami badawczo-rozwojowymi w kraju i za granicą. Naczelna Izba Lekarska współpracuje z wieloma organizacjami międzynarodowymi i zgodnie z uchwałą z 2008 roku uczestniczy w pracach:
- Stałego Komitetu Lekarzy Europejskich (Standing Committee of European Doctors – CPME[17])
- Europejskiej Unii Lekarzy Specjalistów (European Union of Medical Specialists – UEMS[18])
- Europejskiej Regionalnej Organizacji Światowej Federacji Dentystycznej (European Regional Organization of the FDI – ERO-FDI[19])
- Światowej Federacji Dentystycznej (World Dental Federation – FDI[20])
- Światowego Stowarzyszenia Lekarzy (World Medical Association – WMA[21])
- Rady Europejskich Lekarzy Dentystów (Council of European Dentists – CED[22])
- Europejskiego Forum Stowarzyszeń Medycznych i Światowej Organizacji Zdrowia (European Forum of Medical Associations[23] and the World Health Organization[24] – EFMA/WHO) i jego Komitecie Łącznikowym
- Sympozjum Izb Państwa Europy Środkowo-Wschodniej „ZEVA” (Symposium of the Central and East European Chambers of Physicians)

Naczelna Izba Lekarska uczestniczy też w organizacji Kongresów Polonii Medycznej.